# Troy Kemp
Troy Kemp (født 18. marts 1966) er en tidligere højdespringer fra Bahamas, der som sit bedste konkurrenceresultat har en guldmedalje fra udendørs-VM i 1995 i Göteborg. Hans personlige rekord lyder på 2,38 m, sat i Nice samme år. 